# Calothamnus hirsutus
Calothamnus hirsutus är en myrtenväxtart som beskrevs av Trevor J. Hawkeswood. Calothamnus hirsutus ingår i släktet Calothamnus och familjen myrtenväxter. Inga underarter finns listade i Catalogue of Life.